# 張中鴻
張中鴻（1548年—？），字允獲，號雲州，山東兗州府滕縣人，民籍，明朝政治人物。

## 生平
隆庆四年（1567年）庚午科山東鄉試第八名。萬曆八年（1580年）庚辰科進士。通政司觀政，本年授官開州知州，十四年升户部员外郎，升延宁管粮郎中，丁憂歸。二十年复除户部郎中，二十一年升河南府知府，二十五年升山西按察司副使、管遼東苑馬寺馬政。二十七年升東寧道右参政兼佥事，九月以东征朝鲜功加升山西按察使，与辽东总兵马林意见不合。二十九年升右布政使，三十三年加升辽海兵备左布政使，三十四年升俸一级，候巡抚推用，三十五年调補冀北道兵备，三十七年告病。

## 家族
曾祖張壽；祖父張思孝，曾任省祭官；父張大經，曾任知縣。母王氏；繼母顏氏。